# Explorer 1

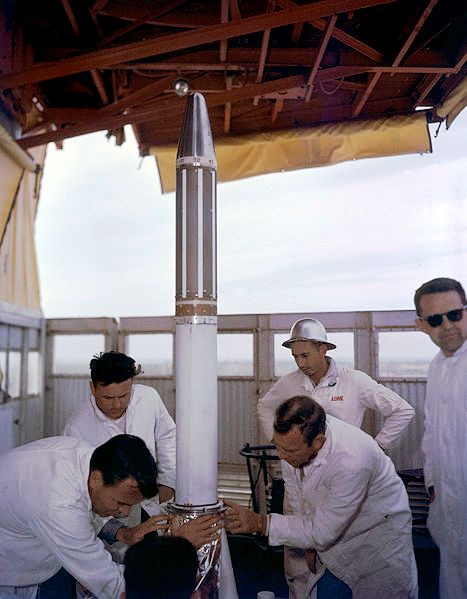
Explorer 1

Explorer 1 este primul satelit artificial care a fost lansat de SUA, fiind al treilea pe glob după sateliții sovietici Sputnik 1 și 2. Explorer 1 a fost primul satelit integrat într-un program de explorare, fiind dotat cu sonde de explorare spațială, care au furnizat date cu privire la ionosfera din regiunea polară.  Lansarea sa a fost declarată în iulie 1955, președintele SUA fiind înștiințat în prealabil despre lansare. Această acțiune a fost accelerată de lansarea sateliților sovietici, căutându-se reluarea întrecerii din perioada Războiului Rece dintre cele două mari puteri. Lansarea satelitului a avut loc la 1 februarie 1958 ora 3:48 UTC de la rampa de lansare Cape Canaveral Air Force Station. Conform planificării, satelitul trebuia să fi fost lansat cu două zile mai devreme, amânarea s-a datorat vremii nefavorabile. Chiar în ziua lansării persistau îndoieli că lansarea va avea loc, din cauza vântului. Satelitul era lansat de o rachetă purtătoare tip Juno 1, cu patru trepte. Rampa de lansare se afla în apropiere de coasta Cape Canaveral, din statul Florida de pe coasta Atlanticului. Explorer consta dintr-un cilindru metalic cu lungimea de 205 cm și diametrul de 16 cm. Satelitul a avut o orbită eliptică cu o înălțime care a variat între 360 - 2.530 km. Masa totală a rachetei la lansare a fost de 13,9 kg, din care greutatea treptelor era de 8,3 kg.